# Драгор (река)
 Тази статия е за реката в Северна Македония.  За селото в България вижте Драгор.  
Драгор е река в югозападната част на Северна Македония, десен приток на Църна. Реката е дълга 32 километра.
Реката се формира от реките, извиращи от източните склонове на планината Баба (Пелистер): Сапунчица, тръгваща от циркус северно от масива на Муза, Езерска река (Лак поток), извираща под Големото езеро, и Цървена река, изтичаща от района на Малото езеро. Минава през селата Нижеполе и Дихово, както и през центъра на град Битоля, и се влива в Църна срещу село Новаци.
- Драгор и Исак Челеби джамия в Битоля, гравюра от XIX век
- „Мост над Драгор, Битоля“, илюстрация на Мери Аделейд Уокър, „През Македония до албанските езера“, 1864 г.
- Драгор, османска пощенска картичка от 1902 г.